# Wimbledon Championships 1953
Die 67. Auflage der Wimbledon Championships fand 1953 auf dem Gelände des All England Lawn Tennis and Croquet Club an der Church Road statt.
Im Jahr der Krönung von Königin Elisabeth II. erhielten alle Spieler einen Aschenbecher als Erinnerung.

## Herreneinzel
Vic Seixas errang seinen einzigen Einzeltitel in Wimbledon. Im Finale schlug er den Dänen Kurt Nielsen in drei Sätzen.

## Dameneinzel
Bei den Damen verteidigte Maureen Connolly ihren Titel. Connolly gelang in diesem Jahr der erste Grand Slam der Damen.

## Herrendoppel
Im Herrendoppel siegten Lew Hoad und Ken Rosewall.

## Damendoppel
Shirley Fry und Doris Hart errangen im Damendoppel ihren dritten Titel in Folge.

## Mixed
Im Mixed siegten Doris Hart und Vic Seixas.

## Quelle
- J. Barrett: Wimbledon: The Official History of the Championships. HarperCollins Publishers, London 2001, ISBN 0-00-711707-8.